# Cosmosoma regia
Cosmosoma regia är en fjärilsart som beskrevs av William Schaus 1894. Cosmosoma regia ingår i släktet Cosmosoma och familjen björnspinnare. Inga underarter finns listade i Catalogue of Life.